# شورقاضی
شورقاضی روستایی از توابع بخش ایوانکی در شهرستان گرمسار واقع در استان سمنان ایران است.
این روستا غربی ترین نقطه استان سمنان از لحاظ مختصات جغرافیایی و مسکونی بودن است.

## تاریخچه
در زمینه قدمت روستای شورقاضی به مانند بسیاری از روستاهای کشور، اطلاعات چندان دقیق وجود ندارد؛ بنابراین نمی‌توان تاریخ دقیق و نحوهایجاد آن را تشخیص داد. اما بنابر بررسی‌های محلی و پرس و جو از اهالی روست و شورای اسلامی روستا مشخص گردید، روستای شورقاضی دارای قدمت زیادی می‌باشد و تاریخ مدون درباره زمان پیدایش روستا وجود ندارد اما گفته می‌شود طایفه‌ای از ایل کارخانه از ورامین به این منطقه مهاجرت کرده‌اند.
در زمینه وجه تسمیه روستا گفته می‌شود در گذشته این روستا محل شورای قضات این منطقه بوده‌است، به همین دلیل با نام شورقاضی نامیده شده‌است.

## موقعیت
موقعیت جغرافیایی روستای شورقاضی
روستای شورقاضی از جمله روستاهای ایوانکی از توابع شهرستان گرمسار می‌باشد.
این روستا در جنوب غربی ایوانکی واقع شده و تا این شهر ۲۴ میلومتر فاصله دارد.

## اطلاعات روستا

### بنای تاریخی
تنها اثر تاریخی این روستا قلعه ایست به نام پیرزن که اکنون جز تلی از خاک چیزی از آن باقی نمانده.

### اطلاعات جمعیتی
طبق آخرین سر شماری جمعیت ساکن در روستای شورقاضی، ۵۰ خانوار و ۲۲۴نفر می‌باشد؛ که از این تعداد حدود۱۲۶ مرد و ۱۰۸ زن در این روستا سکونت دارند.

### نوع فعالیت معیشتی
در روستای شورقاضی اکثر افراد به پرورش گوساله، دامداری، کشاورزی و سبزی کاری می‌پردازند؛ و از راه فروش محصولات خود کسب در آمد می‌کنند.
به علاوه این روستا دارای محصولاتی چون زیتوننیز می‌باشد.

### گونه‌شناسی بومی انسانی ساختار نژادی
مردم ساکن در روستا بومی منطقه هستند. اما براساس تاریخ، اینمنطقه به علت آب و هوای نامناسب در گذشته و در زمان قاجار مکانی برای تبعید بوده‌است به همین دلیل در گذشته اقوام مختلفی در این روستا سکونت داشته‌اند. اقوامی که از شیراز و دیگر مناطق به این روستا و سایر روستاهای منطقه تبعید می‌شدند. در حال حاضر با استناد بر گفته دهیار روستا آقای کارخانه و نوشته‌های مکتوب موجود در بنیادمسکن اقوام ساکن اکثراً طایفه کارخانه هستند که از ورامین به این روستا مهاجرت کرده‌اند.

### نوع کاربری اراضی روستا
بیشتر زمین‌های موجود در روستا کاربری کشاورزی و دامپروری دارند. زمین‌ها زمین‌های کشاورزی شامل ۵۰۰هکتار، که ۳۰ هکتار گندم، ۹۰ هکتار جو، ۵ هکتار پنبه، ۳۰ هکتار خربزه و سایر محصولات می‌باشد. اخیراً ۲ تا ۳ نفر باغ زیتون و انار نیز دارد. به گفته عده‌ای ۲ کرخانه سولفا سدیم نیز در آنجا تأسیس شده‌است. ۲ هکتار از کل زمین‌ها هم درخدمت واحد دامپروری و گوساله پروری است.

### نوع فعالیت اقتصادی
اقتصاد روستا بر مبنای ۳ بخش اصلی کشاورزی، صنعت و خدمات است.
۶/۸۰٪ روستا در بخش کشاورزی، ۷/۹٪ در بخش صنعت و معدن و ۷/۹٪ در بخش خدمات مشغول به کا ر هستند.
بخش کشاورزی: محصولاتی چون، گندم، جو، خربزه، انار، زیتون می‌باشد.
لازم است ذکر شود که روستا در بخش دامپروری نیز منبع کسب در آمد دارد که میزان درآمد در این بخش کمتر از کشاورزی است.
خدمات: رانندگی، فروشندگی، اداری